# Hush, Hush (livre)
Hush Hush  est le tout premier roman fantastique de l'écrivaine américaine Becca Fitzpatrick publié le 13 octobre 2009 aux États-Unis et le 14 avril 2010 en France.
Il est le premier opus d'une série à succès, retentissant dans le monde, comprenant quatre livres, et est suivi de Crescendo, Silence et Finale.
C'est le premier tome de La Saga des anges déchus, paru aux éditions MSK en France.

## Présentation
Dans la ville brumeuse de Portland, Nora tente de mener une vie ordinaire depuis la mort violente de son père. Lors d'un cours de biologie, elle fait la connaissance de Patch. Il est séduisant, mystérieux, toutes les filles en sont folles, mais Nora est perplexe. Comment Patch peut-il en savoir autant sur son compte ? Pourquoi est-il toujours sur sa route quand elle cherche à l'éviter ? Sans le savoir, Nora se retrouve au beau milieu d'un combat séculaire agitant des êtres dont elle ne soupçonnait même pas l'existence. Et en tombant amoureuse de Patch, elle va découvrir que la passion peut être fatale.

## Réception
La réception de Hush, Hush a été très mitigée voire très défavorable par la critique. Mais le succès fut vif et rapide auprès des fans.
Kirkus Reviews a indiqué « Dans un premier tome palpitant, avec une couverture qui attire l'attention, ce jeu de vengeance parmi les anges déchus - avec Nora pris au milieu a trop de coïncidences pour se déplacer autour des complots avec inégalité, se prolonge sa fin. Les lecteurs de Twilight seront soit : crissés sur la romance interdite entre Nora et Patch et les scènes torrides qu'ils génèrent, ou sur un autre style de jeune femme sans défense déchiré entre la sexualité et la peur, menacée et manipulée par les hommes qui jouent avec sa vulnérabilité. »
Il a obtenu une moyenne de 4⁄5 sur Goodreads (site de suggestions de livres).

## Adaptation

### Adaptation cinématographique
Le 4 décembre 2012, Becca Fitzpatrick annonce sur son site Web que les droits du livre ont été vendus à LD Entertainment. Becca avait auparavant affirmé ne pas vouloir vendre les droits du film.
Patrick Sean Smith a été chargé de la conversion du livre en script. Pour les acteurs qui interpréteront les personnages, rien n'a encore été dévoilé : les auditions n'ont pas encore commencé. Becca a toutefois confié que, lorsqu'elle a commencé à écrire Hush, Hush (il y a dix ans), elle imaginait Emmy Rossum en Nora et Steven Strait en Patch. Toutefois, elle ajoute aussi que, selon elle, les acteurs sont rendus trop vieux pour jouer Patch et Nora.
Le tournage commencerait en automne 2013 et le film serait prévu pour 2014 ou 2015.
Mais l'auteur a récemment annoncé que le moment pour cette adaptation était mal choisie et donc qu'elle n'était plus prévue pour le moment.
Kellie a signé un contrat pour les quatre tomes, c’est-à-dire quatre films. Si le premier film remporte un succès, les trois autres précèderont.

### Adaptation en comics
Une adaptation graphique de Hush, Hush a vu le jour le 20 mars 2012 aux États-Unis, dessinée par Jennyson Rosero, aux éditions Sea Lion Books, le premier roman graphique est de 120 pages.
Le premier roman, Hush, Hush, sera adapté en trois graphic novel.